# Елида
 Тази статия е за античната област.  За съвременната област вижте Илия (област).  
Ѐлида или Ѐлис (на старогръцки: Ἦλις; на гръцки: Ήλιδα) е антична област в северозападната част на полуостров Пелопонес, между Ахея и Месения в Древна Гърция. В преводи на български на Херодот областта е наречена „Елида“. В друг превод на Павзаний се споменава „Елея“ и „елейци“. Там се намира прочутото светилище на Зевс в Олимпия, където на всеки четири години се провеждат панелинските древни олимпийски игри.
Древните обитатели на областта, наричани условно елиди, се занимавали със земеделие в ниските части по долините на реките, а по високите хребети – със скотовъдство. Във високите части на областта е имало тучни пасища и дъбови гори. В крайбрежните райони широко разпространено е било също така лозарството и рибарството.
От края на V век пр.н.е. последователно атиняни, спартанци, аркадияни и македони нарушават границите, свободата и сигурността на Елида.
В древномакедонския и римски период в историята на Гърция, Елида обхваща северозападната част от Пелопонес и граничи на юг с Месения по река Неде. На изток границата ѝ с Аркадия е по река Ериманти, а на север границата с Ахея минава по река Лариса и Скиладския хребет. На запад е Йонийско море.

## Личности
- Калон (496 – 456 г. пр.н.е.), скулптор
- Алексин (339 пр. Хр. – 265 пр. Хр.), древногръцки философ